# 厚镇乡
厚镇乡是中国陕西省西安市蓝田县下辖的一个乡。

## 行政区划
厚镇乡下辖以下行政区：
南街村、关道村、北街村、宋寨村、水洼村、梁峰村、韩坪村、东嘴村、寇岭村、张岭村、边庄村、江流沟村、王嘴头村、北峪村、青峰村、高升村